# 比爾卡 (奧夫魯奇區)
51°20′18″N 28°25′7″E / 51.33833°N 28.41861°E
比爾卡（烏克蘭語：Білка），是烏克蘭北部的村莊，隸屬日托米爾州的科羅斯滕區。該村面積1.06平方公里，海拔高度224米，2001年人口476，人口密度每平方公里451.18人。